# European Golden League femminile 2019
L'European Golden League 2019 si è svolta dal 25 maggio al 28 giugno 2019: al torneo hanno partecipato dodici squadre nazionali europee e la vittoria finale è andata per la seconda volta alla Repubblica Ceca.

## Regolamento

### Formula
La formula ha previsto:
- Fase a gironi, disputata con girone all'italiana, con gare di andata e ritorno: la prima classificata di ogni girone e la squadra del paese organizzatore (nel caso in cui sia stata tra le prime classificate, si è qualificata la migliore seconda classificata) hanno acceduto alla fase finale, mentre la peggiore ultima classificata è retrocessa in European Silver League 2021.
- Fase finale, disputata con semifinali, finale per il terzo posto e finale.

### Criteri di classifica
Se il risultato finale è stato di 3-0 o 3-1 sono stati assegnati 3 punti alla squadra vincente e 0 a quella sconfitta, se il risultato finale è stato di 3-2 sono stati assegnati 2 punti alla squadra vincente e 1 a quella sconfitta.
L'ordine del posizionamento in classifica è stato definito in base a:
- Numero di partite vinte;
- Punti;
- Ratio dei set vinti/persi;
- Ratio dei punti realizzati/subiti;
- Risultati degli scontri diretti.

## Squadre partecipanti
| Squadra     | Qualificazione | Ultima partecipazione       |
| ----------- | -------------- | --------------------------- |
| Austria     | Wild card      | European League 2017        |
| Azerbaigian | Wild card      | European Golden League 2018 |
| Bielorussia | Wild card      | European Golden League 2018 |
| Croazia     | Wild card      | European Golden League 2018 |
| Finlandia   | Wild card      | European Golden League 2018 |
| Francia     | Wild card      | European Golden League 2018 |
| Rep. Ceca   | Wild card      | European Golden League 2018 |
| Slovacchia  | Wild card      | European Golden League 2018 |
| Spagna      | Wild card      | European Golden League 2018 |
| Svezia      | Wild card      | European League 2017        |
| Ucraina     | Wild card      | European Golden League 2018 |
| Ungheria    | Wild card      | European Golden League 2018 |

## Torneo

### Fase a gironi
| Girone A   | Girone B | Girone C    |
| ---------- | -------- | ----------- |
| Rep. Ceca  | Austria  | Azerbaigian |
| Slovacchia | Croazia  | Bielorussia |
| Svezia     | Francia  | Finlandia   |
| Ucraina    | Ungheria | Spagna      |

#### Girone A

##### Risultati
| 25 maggio 2019 Idrottshuset, Örebro Durata: 1h:01 - Spettatori: 355                     | Svezia     | 0 - 3 | Rep. Ceca  | 10-25, 14-25, 16-25               |
| 25 maggio 2019 Palac sportu Junist', Zaporižžja Durata: 1h:10 - Spettatori: 350         | Ucraina    | 3 - 0 | Slovacchia | 25-17, 25-22, 25-17               |
| 29 maggio 2019 Městská Hala Vodova, Brno Durata: 1h:59 - Spettatori: 684                | Rep. Ceca  | 2 - 3 | Slovacchia | 25-22, 23-25, 23-25, 25-10, 14-16 |
| 29 maggio 2019 Eriksdalshallen, Stoccolma Durata: 1h:06 - Spettatori: 411               | Svezia     | 0 - 3 | Ucraina    | 13-25, 21-25, 12-25               |
| 1º giugno 2019 Mestská športová hala, Nitra Durata: 1h:06 - Spettatori: 1 000           | Slovacchia | 3 - 0 | Svezia     | 25-16, 25-13, 25-16               |
| 1º giugno 2019 Městská Hala Vodova, Brno Durata: 1h:37 - Spettatori: 900                | Rep. Ceca  | 3 - 1 | Ucraina    | 25-14, 27-29, 25-18, 25-17        |
| 8 giugno 2019 Umeå Energi Arena, Umeå Durata: 1h:24 - Spettatori: 340                   | Svezia     | 1 - 3 | Slovacchia | 17-25, 25-20, 14-25, 13-25        |
| 8 giugno 2019 Palac sportu Junist', Zaporižžja Durata: 1h:19 - Spettatori: 350          | Ucraina    | 3 - 0 | Rep. Ceca  | 25-14, 25-21, 25-18               |
| 12 giugno 2019 Mestská športová hala, Humenné Durata: 2h:01 - Spettatori: 800           | Slovacchia | 1 - 3 | Rep. Ceca  | 21-25, 25-22, 17-25, 26-28        |
| 12 giugno 2019 Palac sportu Junist', Zaporižžja Durata: 0h:58 - Spettatori: 450         | Ucraina    | 3 - 0 | Svezia     | 25-10, 25-10, 25-17               |
| 15 giugno 2019 Jablonec City Hall, Jablonec nad Nisou Durata: 1h:03 - Spettatori: 1 150 | Rep. Ceca  | 3 - 0 | Svezia     | 25-11, 25-20, 25-20               |
| 15 giugno 2019 Aréna Poprad, Poprad Durata: 1h:51 - Spettatori: 1 200                   | Croazia    | 3 - 1 | Ucraina    | 27-25, 21-25, 25-20, 25-14        |

##### Classifica
| Pos. | Squadra    | Pt | G | V | P | SV | SP | Ratio | PF  | PS  | Ratio |
| ---- | ---------- | -- | - | - | - | -- | -- | ----- | --- | --- | ----- |
| 1.   | Rep. Ceca  | 13 | 6 | 4 | 2 | 14 | 8  | 1,750 | 515 | 431 | 1,194 |
| 2.   | Ucraina    | 12 | 6 | 4 | 2 | 14 | 6  | 2,333 | 462 | 392 | 1,178 |
| 3.   | Slovacchia | 11 | 6 | 4 | 2 | 13 | 10 | 1,300 | 511 | 483 | 1,058 |
| 4.   | Svezia     | 0  | 6 | 0 | 6 | 1  | 18 | 0,055 | 288 | 470 | 0,612 |

      Qualificata alle semifinali.
      Retrocessa in European Silver League.

#### Girone B

##### Risultati
| 26 maggio 2019 Olympiahalle Innsbruck, Innsbruck Durata: 2h:18 - Spettatori: 550          | Austria  | 2 - 3 | Croazia  | 26-24, 28-26, 19-25, 24-26, 13-15 |
| 25 maggio 2019 Continental Aréna, Nyíregyháza Durata: 1h:44 - Spettatori: 800             | Ungheria | 3 - 1 | Francia  | 23-25, 25-16, 25-20, 25-19        |
| 29 maggio 2019 Arena Varaždin, Varaždin Durata: 1h:39 - Spettatori: 500                   | Croazia  | 3 - 1 | Ungheria | 25-21, 22-25, 25-17, 25-21        |
| 29 maggio 2019 Complexe sportif Léo Lagrange, Tourcoing Durata: 2h:17 - Spettatori: 2 853 | Francia  | 2 - 3 | Austria  | 25-23, 25-21, 17-25, 20-25, 14-16 |
| 1º giugno 2019 Arena Varaždin, Varaždin Durata: 1h:14 - Spettatori: 800                   | Croazia  | 3 - 0 | Austria  | 25-21, 25-19, 25-21               |
| 1º giugno 2019 Salle des Sports Maréchal, Harnes Durata: ? - Spettatori: 1 477            | Francia  | 1 - 3 | Ungheria | 19-25, 23-25, 25-19, 21-25        |
| 9 giugno 2019 Multiversum Eventhalle, Schwechat Durata: 1h:44 - Spettatori: 560           | Austria  | 3 - 1 | Francia  | 25-13, 21-25, 25-23, 25-11        |
| 8 giugno 2019 Sports Hall, Kaposvár Durata: 2h:15 - Spettatori: 1 000                     | Ungheria | 2 - 3 | Croazia  | 16-25, 25-20, 22-25, 25-23, 10-15 |
| 12 giugno 2019 Salle des Sports Maréchal, Harnes Durata: 2h:32 - Spettatori: 1 902        | Francia  | 3 - 2 | Croazia  | 25-21, 23-25, 19-25, 25-22, 21-19 |
| 12 giugno 2019 Raiffeisen Sportpark, Graz Durata: 1h:23 - Spettatori: 730                 | Austria  | 0 - 3 | Ungheria | 25-27, 16-25, 16-25               |
| 15 giugno 2019 Arena Varaždin, Varaždin Durata: 1h:14 - Spettatori: 900                   | Croazia  | 3 - 0 | Francia  | 25-18, 25-17, 25-20               |
| 15 giugno 2019 Egyetem Sportcsarnok, Budapest Durata: 1h:45 - Spettatori: 850             | Ungheria | 3 - 1 | Austria  | 18-25, 25-16, 25-18, 25-23        |

##### Classifica
| Pos. | Squadra  | Pt | G | V | P | SV | SP | Ratio | PF  | PS  | Ratio |
| ---- | -------- | -- | - | - | - | -- | -- | ----- | --- | --- | ----- |
| 1.   | Croazia  | 14 | 6 | 5 | 1 | 17 | 8  | 2,125 | 583 | 521 | 1,119 |
| 2.   | Ungheria | 13 | 6 | 4 | 2 | 15 | 9  | 1,666 | 544 | 512 | 1,062 |
| 3.   | Austria  | 6  | 6 | 2 | 4 | 9  | 15 | 0,600 | 516 | 534 | 0,966 |
| 4.   | Francia  | 3  | 6 | 1 | 5 | 8  | 17 | 0,470 | 509 | 585 | 0,870 |

      Qualificata alle semifinali.

#### Girone C

##### Risultati
| 25 maggio 2019 Tampere Ice Arena, Tampere Durata: 1h:31 - Spettatori: 1 860               | Finlandia   | 1 - 3 | Spagna      | 17-25, 20-25, 25-21, 20-25        |
| 26 maggio 2019 Čižovka-Arena, Minsk Durata: 1h:57 - Spettatori: 1 000                     | Bielorussia | 3 - 2 | Azerbaigian | 25-13, 21-25, 25-10, 26-28, 19-17 |
| 29 maggio 2019 Čižovka-Arena, Minsk Durata: 1h:12 - Spettatori: 850                       | Bielorussia | 3 - 0 | Finlandia   | 25-22, 25-20, 25-17               |
| 29 maggio 2019 A.Y.S. Sport Hall, Baku Durata: 1h:12 - Spettatori: 510                    | Azerbaigian | 0 - 3 | Spagna      | 21-25, 24-26, 14-25               |
| 2 giugno 2019 A.Y.S. Sport Hall, Baku Durata: 1h:35 - Spettatori: 500                     | Azerbaigian | 1 - 3 | Finlandia   | 17-25, 16-25, 25-19, 22-25        |
| 1º giugno 2019 Čižovka-Arena, Minsk Durata: 1h:28 - Spettatori: 1 100                     | Bielorussia | 3 - 1 | Spagna      | 17-25, 25-13, 25-8, 27-25         |
| 8 giugno 2019 Polideportivo Huerta del Rey, Valladolid Durata: 1h:46 - Spettatori: 1 600  | Spagna      | 3 - 1 | Finlandia   | 25-23, 25-19, 22-25, 26-24        |
| 8 giugno 2019 A.Y.S. Sport Hall, Baku Durata: 2h:01 - Spettatori: 450                     | Azerbaigian | 1 - 3 | Bielorussia | 21-25, 19-25, 28-26, 34-36        |
| 12 giugno 2019 Elenia Areena, Hämeenlinna Durata: 1h:03 - Spettatori: 1 248               | Finlandia   | 0 - 3 | Bielorussia | 17-25, 16-25, 18-25               |
| 12 giugno 2019 Polideportivo Huerta del Rey, Valladolid Durata: 1h:13 - Spettatori: 1 100 | Spagna      | 3 - 0 | Azerbaigian | 25-12, 26-24, 25-22               |
| 15 giugno 2019 Saimaa Stadiumi, Mikkeli Durata: 2h:09 - Spettatori: 1 087                 | Finlandia   | 3 - 2 | Azerbaigian | 25-19, 29-27, 27-29, 19-25, 15-13 |
| 15 giugno 2019 Pabellón Pitiu Rochel, Alicante Durata: 1h:49 - Spettatori: 1 980          | Spagna      | 2 - 3 | Bielorussia | 11-25, 23-25, 26-24, 25-21, 9-15  |

##### Classifica
| Pos. | Squadra     | Pt | G | V | P | SV | SP | Ratio | PF  | PS  | Ratio |
| ---- | ----------- | -- | - | - | - | -- | -- | ----- | --- | --- | ----- |
| 1.   | Bielorussia | 16 | 6 | 6 | 0 | 18 | 6  | 3,000 | 582 | 470 | 1,238 |
| 2.   | Spagna      | 13 | 6 | 4 | 2 | 15 | 8  | 1,875 | 511 | 494 | 1,034 |
| 3.   | Finlandia   | 5  | 6 | 2 | 4 | 8  | 15 | 0,533 | 492 | 537 | 0,916 |
| 4.   | Azerbaigian | 2  | 6 | 0 | 6 | 6  | 18 | 0,333 | 505 | 589 | 0,857 |

      Qualificata alle semifinali.

### Fase finale
|  | Semifinali | Semifinali  | Semifinali |                 |    | Finale    | Finale      | Finale |
|  |            |             |            |                 |    |           |             |        |
|  | 1A         | Rep. Ceca   | 3          |                 |    |           |             |        |
|  | 1A         | Rep. Ceca   | 3          |                 |    |           |             |        |
|  | 1C         | Bielorussia | 1          |                 |    |           |             |        |
|  | 1C         | Bielorussia | 1          |                 | 1A | Rep. Ceca | 3           |        |
|  |            |             |            |                 | 1A | Rep. Ceca | 3           |        |
|  |            |             |            |                 |    | 1B        | Croazia     | 1      |
|  | 1B         | Croazia     | 3          |                 |    | 1B        | Croazia     | 1      |
|  | 1B         | Croazia     | 3          |                 |    |           |             |        |
|  | 2C         | Spagna      | 1          |                 |    |           |             |        |
|  | 2C         | Spagna      | 1          | Finale 3° posto |    |           |             |        |
|  |            |             |            |                 |    |           |             |        |
|  |            |             |            |                 |    | 1C        | Bielorussia | 3      |
|  |            |             |            |                 |    | 1C        | Bielorussia | 3      |
|  |            |             |            |                 |    | 2C        | Spagna      | 0      |

#### Semifinali
| 21 giugno 2019 Arena Varaždin, Varaždin Durata: 1h:46 - Spettatori: 50  | Rep. Ceca | 3 - 1 | Bielorussia | 25-16, 25-15, 23-25, 26-24 |
| 21 giugno 2019 Arena Varaždin, Varaždin Durata: 1h:49 - Spettatori: 350 | Croazia   | 3 - 1 | Spagna      | 25-21, 25-22, 23-25, 25-20 |

#### Finale 3º posto
| 22 giugno 2019 Arena Varaždin, Varaždin Durata: 1h:13 - Spettatori: 50 | Bielorussia | 3 - 0 | Spagna | 26-24, 25-17, 25-18 |

#### Finale
| 22 giugno 2019 Arena Varaždin, Varaždin Durata: 1h:58 - Spettatori: 600 | Rep. Ceca | 3 - 1 | Croazia | 18-25, 25-15, 25-22, 25-22 |

## Classifica finale
| Pos     | Squadra     | Rosa |
| ------- | ----------- | --- |
| Oro     | Rep. Ceca   | Formazione: 1 Kossányiová, 3 Trnková, 4 Orvošová, 5 Svobodová, 8 Purchartová, 11 Dostalová, 12 Mlejnková, 13 Patočková, 17 Vaňková, 18 Vincourová, 21 Šustrová, 22 Rutarová, 23 Kopecká, 24 Holásková, CT: Athanasopoulos |
| Argento | Croazia     | Formazione: 1 Sain, 2 Stanović, 3 Struniak, 4 Butigan, 5 Božičević, 6 Štimac, 7 Luketić, 9 Mlinar, 11 Popović, 12 Dumančić, 13 Fabris, 17 Deak, 18 Klarić, CT: Santarelli                                                 |
| Bronzo  | Bielorussia | Formazione: 1 Kostjučik, 3 Stoljar, 4 Kalinoŭskaja, 5 Klimovič, 6 Harėlik, 7 Fedorinčik, 8 Sokol'čik, 11 Klimec, 12 Adamenja, 14 Kononovič, 15 Markevič, 17 Šaš, 18 Minjuk, 22 Hryškevič, CT: Chil'ko                     |
| 4       | Spagna      | Template:Spagna femminile pallavolo European Golden League 2019 |
| 5       | Ungheria    | Template:Ungheria femminile pallavolo European Golden League 2019 |
| 5       | Ucraina     | Template:Ucraina femminile pallavolo European Golden League 2019 |
| 7       | Austria     | Template:Austria femminile pallavolo European Golden League 2019 |
| 7       | Finlandia   | Template:Finlandia femminile pallavolo European Golden League 2019 |
| 7       | Slovacchia  | Template:Slovacchia femminile pallavolo European Golden League 2019 |
| 10      | Azerbaigian | Template:Azerbaigian femminile pallavolo European Golden League 2019 |
| 10      | Francia     | Template:Francia femminile pallavolo European Golden League 2019 |
| 10      | Svezia      | Template:Svezia femminile pallavolo European Golden League 2019 |

|  |  | Qualificata alla Volleyball Challenger Cup 2019 |

|  | Retrocessa in European Silver League 2021 |